# وادي الاحلاء (ملحان)

تعديل مصدري - تعديل

وادي الاحلاء هي إحدى قرى عزلة بني علي بمديرية ملحان التابعة لمحافظة المحويت، بلغ تعداد سكانها 154 نسمة حسب تعداد اليمن لعام 2004.